# Nowe Misto (Sambir)
Nowe Misto (ukrainisch Нове Місто; russisch Новое Мисто Nowoje Misto, polnisch Nowe Miasto [Przemyskie]) ist ein Dorf in der ukrainischen Oblast Lwiw in der Westukraine mit etwa 800 Einwohnern.

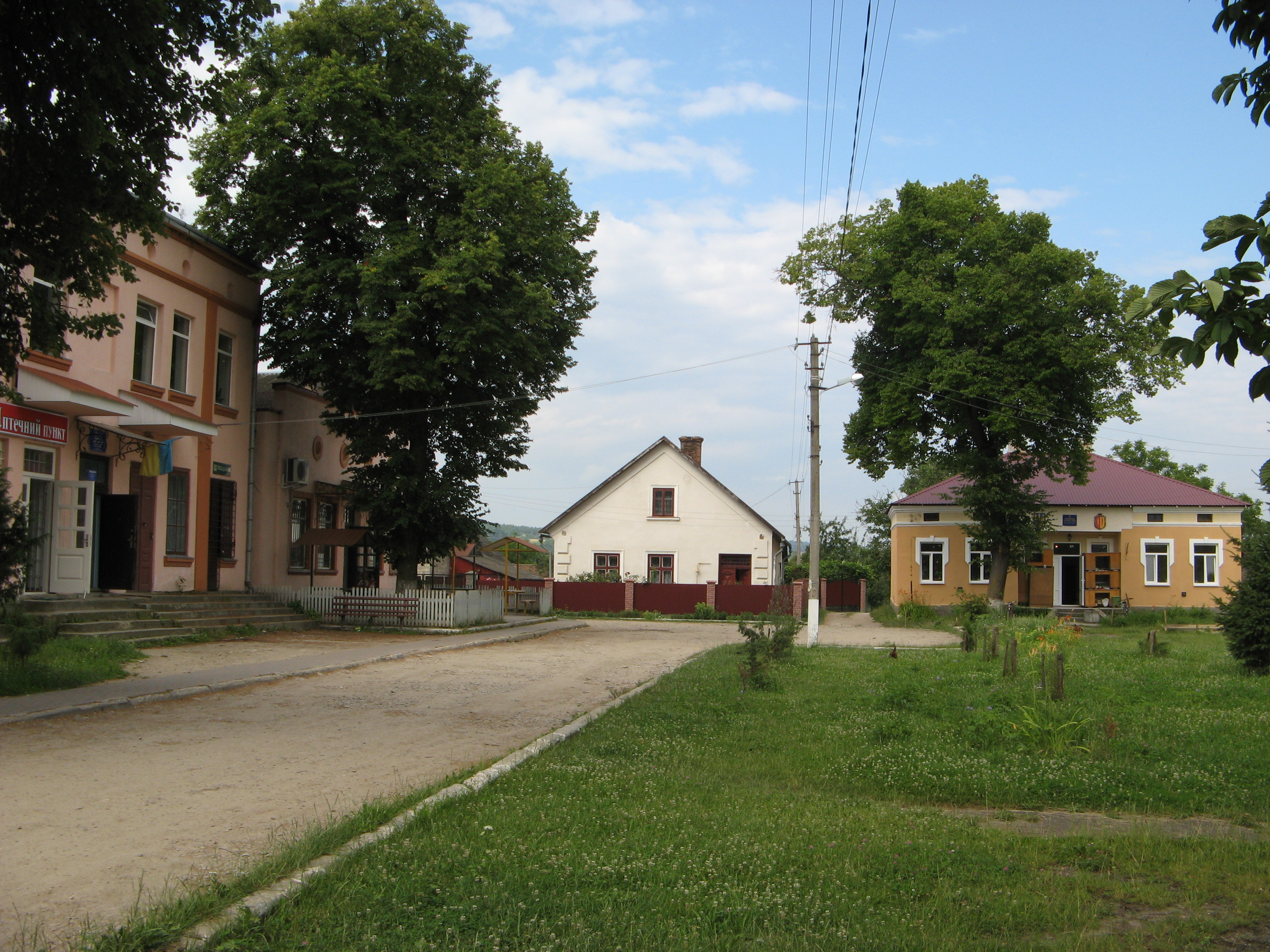
Blick in den Ort

Die Ortschaft liegt im Westen der historischen Landschaft Galizien im Rajon Sambir am Fluss Wyrwa (Вирва), etwa 27 Kilometer nordwestlich vom Rajonzentrum Sambir und 86 Kilometer westlich vom Oblastzentrum Lwiw entfernt. Die Grenze zu Polen befindet sich 7 Kilometer in nordwestliche Richtung.
Am 21. August 2015 wurde das Dorf zum Zentrum der neu gegründeten Landgemeinde Nowe Misto (Новоміська сільська громада Nowomiska silska hromada), zu dieser zählen auch noch die 13 Dörfer Bolosiw (Болозів), Bonewytschi (Боневичі), Deschytschi (Дешичі), Horodysko (Городисько), Hrabiwnyzja (Грабівниця), Hruschatytschi (Грушатичі), Komarowytschi (Комаровичі), Koniw (Конів), Nyschnja Wowtscha (Нижня Вовча), Possada-Nowomiska (Посада-Новоміська), Sanotschany (Саночани), Towarna (Товарна) und Tschyschky (Чижки), bis dahin bildete es mit Bonewytschi, Horodysko, Hrabiwnyzja, Komarowytschi und Possada-Nowomiska die Landratsgemeinde Nowe Misto im Rajon Staryj Sambir.
Am 12. Juni 2020 wurde die Landgemeinde aufgelöst und das Dorf der Stadtgemeinde Dobromyl unterstellt.
Der Ort wurde 1301 zum ersten Mal schriftlich erwähnt und erhielt 1463 das Magdeburger Stadtrecht, lag zunächst in der Adelsrepublik Polen-Litauen, Woiwodschaft Ruthenien, und kam 1772 als Nowa Miasto zum damaligen österreichischen Kronland Galizien (bis 1918 dann im Bezirk Dobromil).
Nach dem Ende des Ersten Weltkrieges verlor der Ort seinen Stadtstatus und kam zur Polen, war hier ab 1921 als Nowe Miasto in die Woiwodschaft Lwów, Powiat Dobromil, Gmina Nowe Miasto eingegliedert und wurde im Zweiten Weltkrieg erst von der Sowjetunion und ab 1941 bis 1944 von Deutschland besetzt und dem Distrikt Galizien angeschlossen. Nach der Rückeroberung durch sowjetische Truppen 1944 kam er 1945 wiederum zur Sowjetunion und wurde in die Ukrainische SSR eingegliedert, seit 1991 ist der Ort Teil der heutigen Ukraine.